# Нижняя Паломица
Нижняя Паломица — деревня в составе Опаринского района Кировской области. 

## География
Находится на расстоянии примерно 51 километр по прямой на запад от районного центра поселка Опарино.

## История
В 1663 году была основана Моломская пустынь, в 1667 году возведена деревянная церковь с колокольней. В 1717 году потроена была деревянная Никольская церковь. Храм действовал как монастырь с 1663 по 1764 годы. В 1764 году монастырь был закрыт Екатериной II, монахи разъехались, а церковь стала приходской, в XIX веке заменена каменной. В советское время работал колхоз «Родина» и Паломицкий леспромхоз. В 1859 году было учтено дворов 21 и жителей 155, в 1926 75 и 346, в 1950 86 и 244. В 1989 году было учтено 173 жителя. До 2021 года входила в  Речное сельское поселение Опаринского района, ныне непосредственно в составе Опаринского района.

## Население
Постоянное население  составляло 152 человека (русские 90%) в 2002 году, 106 в 2010, до 2021г. происходила массовая миграция населения в близлежащие населенные пункты. В 2022 году деревни фактически не стало, умерли 2 последних человека, проживавших там.    